# 酒井俊弘
酒井 俊弘（さかい としひろ、Paulus Toshihiro Sakai、1960年3月23日 - ）は兵庫県芦屋市出身のオプス・デイ属人区司祭。2018年、大阪大司教区の補佐司教に、2023年には大阪大司教区と高松司教区の統合により設立された大阪高松大司教区の補佐司教となった。ノヴァ・バルバラ名義司教。洗礼名は「パウロ」。大学講師、作家・俳人としても知られる。

## 経歴
- 1960年3月23日：兵庫県芦屋市生まれ。同年、カトリック芦屋教会にて受洗。
- 六甲学院高校、大阪教育大学を卒業後、精道学園（長崎市）に勤務（小学校教師として3年間を過ごす）[5]。
- 1985年 - 1990年：イタリアおよびスペインに留学。
- 1988年8月20日：スペインにて司祭叙階。
- 1990年：帰国後、精道学園に指導司祭として復職。
- 2004年：芦屋に異動。セイドー文化センター・国際男子学生会館（男子学生寮）の指導司祭を務めた。オプス・デイ属人区の活動の霊的指導・司牧にあたるかたわら大阪大司教区の司牧も手伝っていた。
- 2006年2月 - 2009年4月：毎月一回カトリック宝塚教会で日曜日のミサを担当。
- 2007年 - 2011年：聖トマス大学講師。
- 2011年 - 2018年：大阪教区典礼委員会委員。
- 2014年 - 2018年：大阪教区みこころの点字会指導司祭。
- 2018年6月2日：教皇フランシスコは大阪大司教区の補佐司教に酒井俊弘神父を任命すると発表した（58歳）[6][7][8]。
- 2018年7月16日：大阪カテドラル聖マリア大聖堂にて、前田万葉大司教の枢機卿新任報告式に際して、聖クラレチアン宣教会のヨゼフ・アベイヤ師と共に司教として叙階された[9][10]。
- 2019年2月15日：カトリック中央協議会・学校教育委員会担当司教、および諸宗教部門担当司教（5月より責任）。
- 2019年7月15日：カトリック鹿児島司教区中野裕明司教と共にマーチ・フォー・ライフに参加。
- 2019年：教皇フランシスコ訪日（11月23日〜26日）の際、広報担当司教を務めた。
- 2023年：カトリック大阪高松大司教区の補佐司教に任命された[2]。

## 紋章
| 司教紋章 | 説明 |
| -------- | --- |
|          | ・背景に和柄の麦と海。 ・麦はイエス自身を表し、実りに溢れる教会も表す。 ・大阪教区は海に面しており、海は世界とつながっている。 ・花は椿。宣教師たちが持参した聖母の絵にあった薔薇は、日本では椿の花で描かれた。三つの椿は「御父の娘、御子の母、聖霊の花嫁」という意味。 ・中央の青い星は海 の星聖マリア ・司教モットーは「VERITAS IN CARITATE（愛における真理）」であり、「愛に根ざして真理を語る」（エフェソ4章15節）から。 |

## 俳人「酒井湧水」の俳暦
酒井俊弘は酒井湧水（さかい・ゆうすい）という俳号を持つ俳人でもある。
- 2010年より作句を始める。同年６月よりホトトギス誌に投句。
- 2011年より伝統俳句協会会員。同年、朝日俳壇賞（稲畑汀子選）：

　　「虎落笛さへも絶えたり津波跡」
- 2012年度第二十五回花鳥諷詠賞佳作第一席：

　　「シリウスの青き静寂や絵踏の夜」
- 2014年よりホトトギス同人。
- 2018年、度第三十一回花鳥諷詠賞佳作第三席：

　　「つばくらにだけ見える風触るる風」
- 2021年3月第1句集『神の手』上梓

## 著書
- 『アレクシア』（聖母文庫、1994年）
- 『聖性への招き－ ふつうのおばさん、おじさんも聖人に』（教友社、2012年）
- 『愛を育む心』（くすのき出版、2000年）
- 『雇われ羊飼いの言いたい放題－ 眠れぬ説教＆笑えるエッセイ in 宝塚教会』（教友社、2008年）
- 『雇われ羊飼いのふたたび言いたい放題－ 聴ける・笑える・うなずける、目覚まし説教集〈第2弾〉』（教友社、2010年）
- 『雇われ羊飼いのみたび言いたい放題－ 学べる・祈れる・黙想できる説教集〈第３弾〉』（教友社、2013年）

## 翻訳書・編集書
- 『霊的指導（翻訳書）』（私家出版、2012年）
- 『聖霊への十日間の祈り（編集書）』（私家出版、2012年）
- 『祈りのハンドブック（編集書）』（私家出版、2012年）
- 『聖ホセマリアの病者のための九日間の祈り（翻訳書）』（教友社、2013年）
- 『聖ホセマリアの仕事のための九日間の祈り（翻訳書）』（教友社、2014年）
- 『聖ホセマリアの家族のための九日間の祈り（翻訳書）』（教友社、2015年）